# قصر حمام الصرح
قصر حمام الصرح ويطلق عليه أيضا قصر الحلابات الشرقي؛ بناء أموي يقع في مدينة الزرقاء في الأردن شمال العاصمة الأردنية عمان. أُقيم في منطقة سهلية، وهو مجموعة من الأبنية تشمل حماماً بقبةٍ مخططةٍ مع ملحقاته كغرف تغيير الملابس، ومسجد صغير، وقاعة استقبال، ويرجع بناء القصر إلى أوائل القرن الثامن الميلادي بحدود سنة 725م. كانت وظيفة المبنى حماماً ملحقاً بصرح، أي قصر، الحلابات.

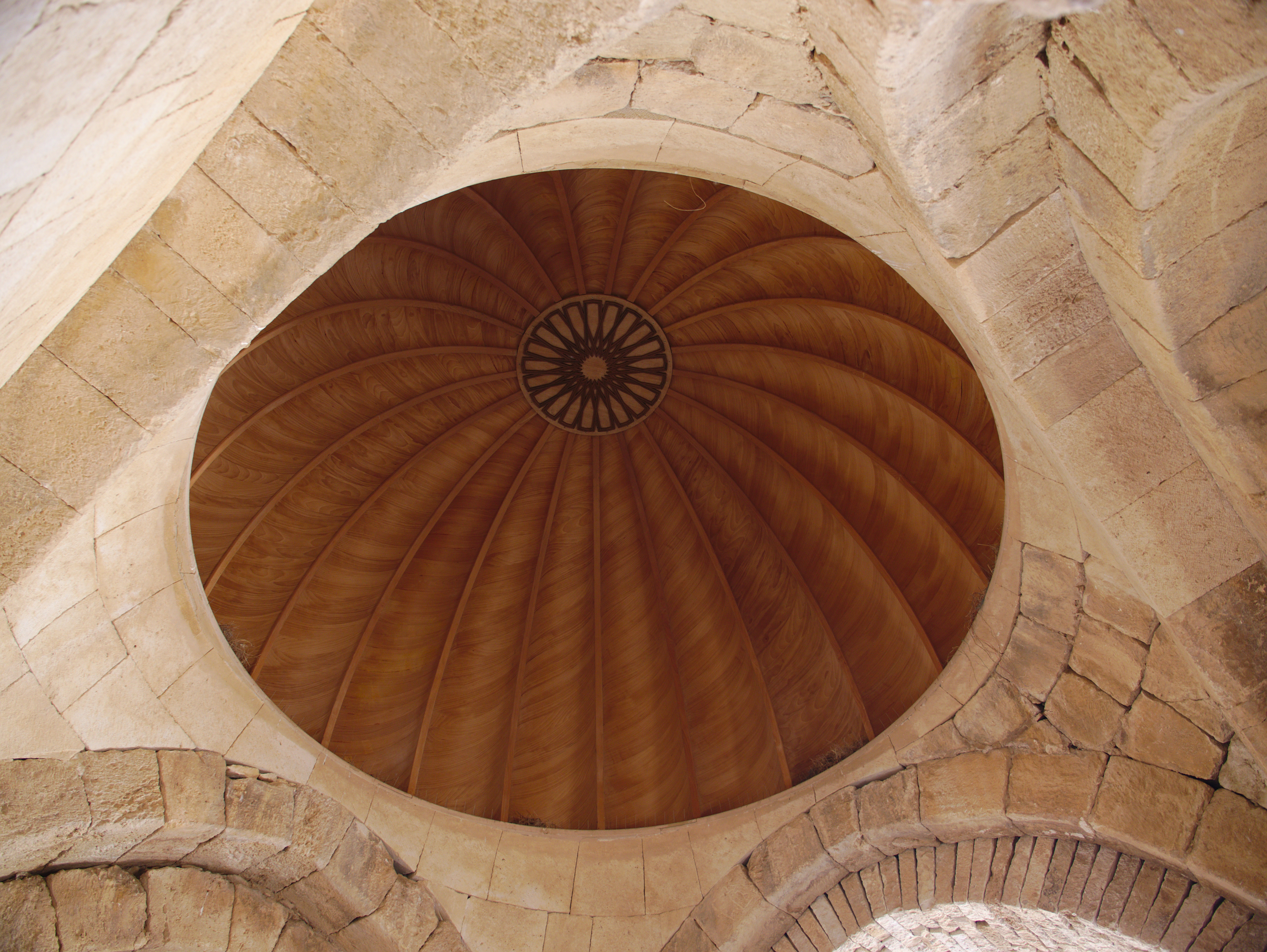
قبة المبنى من الداخل

تمت بسنة 2017 أعمال إعادة بناء المبنى وترميم قبته الدائرية البيضاء.

## مراجع

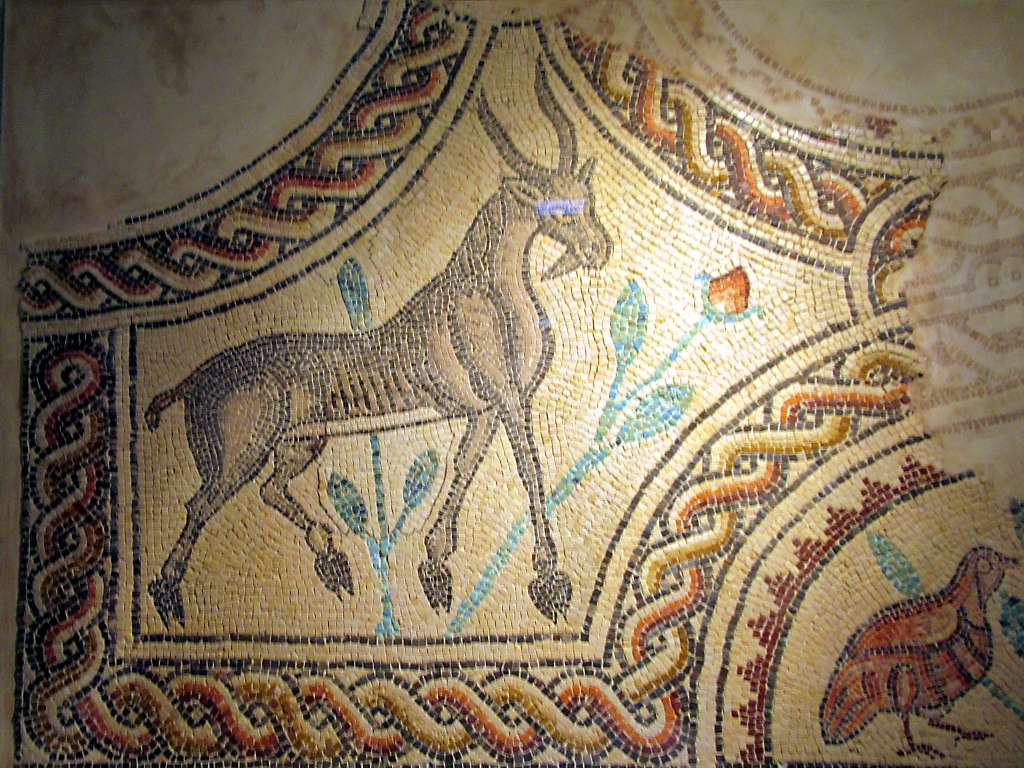
فسيفساء غزال في حمام الصرح